# Podocarpus longefoliolatus
Podocarpus longefoliolatus — вид хвойних рослин родини подокарпових.

## Поширення, екологія
Країни поширення: Нова Каледонія. Росте у високогірних тропічних дощових лісах, разом з Араукаріями та багатьма іншими різними покритонасінними.

## Загрози та охорона
Найбільша пряма загроза виходить від відкритого гірського видобутку і пов'язаної з нею діяльністю. Пожежі також серйозною загрозою. Прогнозовані збільшення середньорічної температури, зміни в розподілі опадів та інших проявів зміни клімату можуть зменшити площу придатних місць існування для цього виду. Тільки одне з місць є в межах захищеної зони. Гірська справа не заборонена в цій галузі.